# Євпаторійський морський торговельний порт
Євпаторі́йський морськи́й торгове́льний порт — великий чорноморський порт, найбільше підприємство в місті Євпаторії (Автономна республіка Крим).

## Загальна характеристика
Має власне родовище піску на озері Донузлав. Основна діяльність порту — перевалка піску, а також обслуговування суден стамбульського напрямку. Вигідний видобуток будівельного піску з дна моря в районі озера Донузлав призвела до переорієнтації великого транспортного об'єкта виключно в підприємство з видобутку і транспортування піску. У порту функціонує поромний термінал, який включає причал, дві оглядові ями з відповідним обладнанням, упорядкованими під'їзними шляхами для прийому суден-автопоромів типу «ро-ро», з великовантажними вантажівками, легковими автомашинами, автотехнікою на борту прямуючими через територію України в Росію, Білорусь і країни Західної Європи.

## Спеціалізація
Проектна продуктивність порту — 2 млн тонн на рік. У порту переробляються генеральні, навалювальні та насипні вантажі. Понад 70 % перероблюваних у порту вантажів — карбонатний пісок, і близько 25 % — великовантажні автомобілі (поромна переправа Євпаторія-Зонгулдак). Близько 5 % становлять тарно-штучні вантажі (лінія Євпаторія—Стамбул).

## Портофлот
- Рефулерна самохідна баржа «Ока»;
- Рефулерна несамохідна баржа СДП-1028;
- Портовий робочий катер «Тарханкут»;
- Буксир-кантовщик «Каламіт»;
- Пасажирський катер «Яніна»;
- Пасажирський катер «Таврика»;
- Лінійний морський буксир «Лукулл».

## Історія

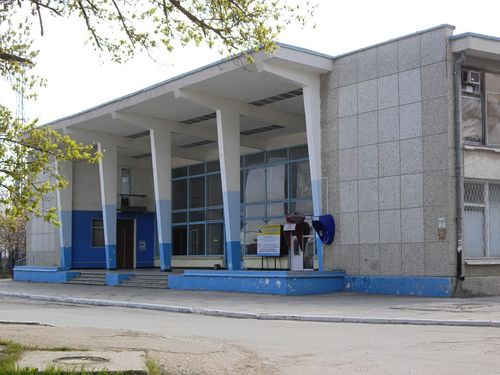
Морський вокзал

Євпаторійський морський торговельний порт розташований на північному березі Каламітської затоки Євпаторійської бухти Кримського півострова. Навігація в порту триває цілий рік, порт практично не замерзає. Згідно з історичними даними в гавані міста протягом 25 століть існував морський торговий порт.

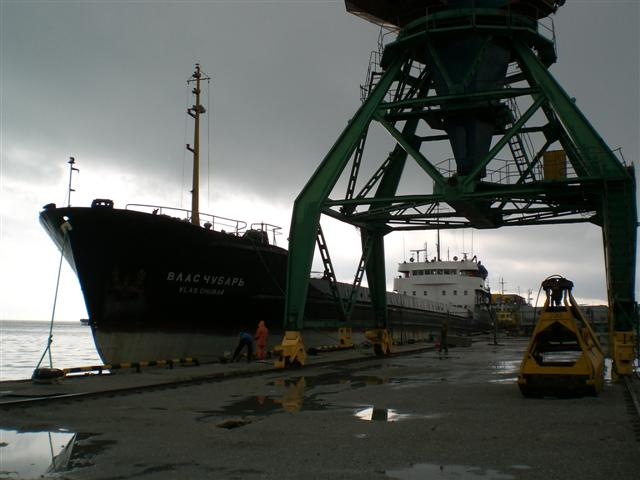
Розвантаження судна в Євпаторійському порту

Для залучення людей до міста, російський імператор Павло I видав у 1798 році Маніфест про встановлення режиму вільної гавані, що дало поштовх розвитку міста-порту, який незабаром став одним із найбільших у Криму. На Євпаторійському рейді одночасно тоді стояло до 170 торговельних суден. Через порт здійснювалася активна торгівля. Сюди привозили каву, тютюн, сухі фрукти, оливкову олію, мануфактуру, а в Константинополь, Марсель, Анталію вивозили хліб і місцевий товар — сіль, вивозилися також сира шкіра, сало, масло.
У 70-80-х роках порт спеціалізувався на перевезеннях пасажирів місцевих ліній, обсяг яких сягав 2,8 млн ос. У зв'язку зі збільшенням пасажирських перевезень у 1965 році був побудований морський вокзал, а в 1970—1980 рр. були побудовані п'ять пасажирських і вантажних причалів. Це дало можливість приймати пасажирські судна Кримсько-Кавказької лінії типу «Білорусь» автопасажирського судна (валовою місткістю 16600 БРТ, довжиною 157 м, 500 спальних місць і 255 легкових автомобілів) безпосередньо в порту, до цього такі судна обслуговувалися тільки на рейді.
На початку 80-х порт почав видобуток піску на пересипу Донузлава, з метою створити глибоководний канал і організувати в Донузлаві філію порту. У ході робіт було знайдено місця кількох античних корабельних аварій. Нині видобуток піску є головним видом діяльності порту. Зі здобуттям Україною незалежності, у 1992 році Рішенням Кабінету Міністрів Україні, Євпаторійський порт знову став міжнародним з правом заходу іноземних суден.
У зв'язку з окупацією Криму Росією порт потрапив під санкції США з 10 серпня 2015.